# Колібрі-сильф венесуельський
Колі́брі-си́льф венесуельський (Aglaiocercus berlepschi) — вид серпокрильцеподібних птахів родини колібрієвих (Trochilidae). Ендемік Венесуели. Вид названий на честь німецького орнітолога Ганса фон Берлепша.

## Опис
Довжина самців становить 22 см, враховуючи видовжені крайні стернові пера, які досягають 14-15 см, вага 5,5 г. Довжина самиць становить 9,5-11 см, вага 4,5 г.
У самців тім'я темно-зелене, блискуче, спина зелена, блискуча. На шиї блискучий синій «комір». Нижня частина тіла бронзово-зелена, стегна білі. Центральні стернові пера короткі, синьо-зелені, крайні стернові пера дуже довгі, біля основи темно-фіолетові, на кінці сині. Дзьоб короткий, чорний.
У самиць тім'я бинє, блискуче, решта верхньої частини тіла така ж, як у самців. Горло, груди і живіт білі, поцятковані зеленими плямками. Хвіст короткий, дещо роздвоєний, синьо-зелений, крайні стернові пера мають білі кінчики. Забарвлення молодих птахів є подібне до забарвлення самиць, однак пера на голові у них мають охристі краї.

## Поширення і екологія
Венесуельські колібрі-сильфи мешкають в горах Кордильєра-де-Каріпе і Серранія-де-Турімікуїре в штатах Монагас, Ансоатегі і Сукре на північному сході Венесуели. Вони живуть в гірських тропічних лісах і високогірних чагарникових заростях. Зустрічаються на висоті від 1450 до 1800 м над рівнем моря.
Венесуельські колібрі-сильфи живляться нектаром квітучих дерев, чагарників і ліан, зокрема з роду Inga, а також комахами, яких ловлять в польоті. Вони шукають нектар, переміщуючись за певним маршрутом, іноді захищають кормові території. Сезон розмноження триває з серпня по січень. Гніздо куполоподібне з бічним входом, розміщується в епіфітах.

## Збереження
МСОП класифікує цей вид як такий, що перебуває під загрозою зникнення. За оцінками дослідників популяція венесуельських колібрі-сильфів становить від 1500 до 7000 дорослих птахів. Їм загрожує знищення природного середовища.